# Eosembia nepalica
Eosembia nepalica är en insektsart som beskrevs av Ross 2007. Eosembia nepalica ingår i släktet Eosembia och familjen Oligotomidae.
Artens utbredningsområde är Nepal. Inga underarter finns listade i Catalogue of Life.